# Hollandsch-Duitsch gemaal
Het Hollandsch-Duitsch gemaal is een gemaal gelegen aan het begin van de Ooijpolder bij Nijmegen. In 1933 werd het gemaal gebouwd om water uit de Ooijpolder en de aansluitende Duitse polder af te voeren via 't Meertje in de Waal.
Het gemaal is gebouwd naar een ontwerp van Marinus Jan Granpré Molière in samenwerking met ingenieur R. verLoren van Themaat in de stijl van de Delftse School.